# النغاميش
قرية النغاميش هي إحدى القرى التابعة لمركز دار السلام بمحافظة سوهاج في جمهورية مصر العربية. حسب إحصاءات سنة 2006، بلغ إجمالي السكان في النغاميش 17639 نسمة، منهم 8663 رجل و8976 امرأة.